# Coppa Svizzera 1974-1975
La Coppa Svizzera 1974-1975 è stata la 50ª edizione della manifestazione calcistica. È iniziata il 16 giugno 1974 e si è conclusa il 31 marzo 1975. Questa edizione della coppa vide la vittoria finale del Basilea.

## Squadre partecipanti

### 1º Turno Eliminatorio
| Squadra 1      | Risultato | Squadra 2 |
| -------------- | --------- | --------- |
| 16 giugno 1974 |           |           |

### 2º Turno Eliminatorio
| Squadra 1      | Risultato | Squadra 2 |
| -------------- | --------- | --------- |
| 11 agosto 1974 |           |           |

### Trentaseiesimi di Finale
| Squadra 1                     | Risultato     | Squadra 2         |
| ----------------------------- | ------------- | ----------------- |
| 30 agosto 1974                |               |                   |
| Kriens                        | 3 - 2(d.t.s.) | Buochs            |
| 31 agosto 1974                |               |                   |
| Altstätten                    | 2 - 1         | Weinfelden        |
| Bülach                        | 2 - 3         | Lengnau           |
| Einsielden                    | 2 - 4         | Rüti              |
| Gossau                        | 4 - 1         | Rebstein          |
| Friburgo                      | 2 - 0(d.t.s.) | Raron             |
| La Chaux-de-Fonds             | 0 - 1         | Grenchen          |
| Lerchenfeld                   | 1 - 2(d.t.s.) | Berna             |
| Seebach                       | 1 - 2         | Locarno           |
| Soletta                       | 5 - 0         | Kleinhüningen     |
| Wettingen                     | 3 - 0         | Aarau             |
| Monthey                       | 0 - 0(d.t.s.) | Meyrin            |
| 1 settembre 1974              |               |                   |
| Bellinzona                    | 6 - 1         | Blue Stars Zurigo |
| Chiasso                       | 2 - 1         | Giubiasco         |
| Delémont                      | 1 - 3         | Bienne            |
| Orbe                          | 6 - 0         | Fétigny           |
| Pratteln                      | 2 - 6         | Nordstern         |
| Stade Nyonnais                | 2 - 4(d.t.s.) | Étoile Carouge    |
| 8 settembre 1974(Ripetizione) |               |                   |
| Meyrin                        | 1 - 2         | Monthey           |

### Sedicesimi di Finale
| Squadra 1                    | Risultato     | Squadra 2       |
| ---------------------------- | ------------- | --------------- |
| 21 settembre 1974            |               |                 |
| Altstätten                   | 1 - 8         | San Gallo       |
| Berna                        | (Annullata)   | Servette        |
| Bienne                       | 0 - 1         | Sion            |
| Chiasso                      | 0 - 1         | Basilea         |
| Étoile Carouge               | 5 - 1         | Vevey           |
| Gossau                       | 0 - 3(d.t.s.) | Zurigo          |
| Kriens                       | 2 - 0         | Lucerna         |
| Lengnau                      | 0 - 4         | Losanna         |
| Locarno                      | 4 - 2         | Rüti            |
| Friburgo                     | 1 - 1(d.t.s.) | Neuchâtel Xamax |
| 22 settembre 1974            |               |                 |
| Bellinzona                   | 3 - 1         | Lugano          |
| Nordstern                    | 2 - 5(d.t.s.) | Winterthur      |
| Orbe                         | 0 - 3         | Grenchen        |
| Soletta                      | 1 - 2         | Chênois         |
| Wettingen                    | 2 - 4         | Grasshoppers    |
| Meyrin                       | 0 - 3         | Young Boys      |
| 2 ottobre 1974(Ripetizione)  |               |                 |
| Neuchâtel Xamax              | 3 - 1         | Friburgo        |
| 16 ottobre 1974(Ripetizione) |               |                 |
| Berna                        | 0 - 4         | Servette        |

### Ottavi di Finale
| Squadra 1                    | Risultato      | Squadra 2       |
| ---------------------------- | -------------- | --------------- |
| 15 ottobre 1974              |                |                 |
| Chênois                      | 1 - 0(d.t.s.)  | Locarno         |
| Grasshoppers                 | 0 - 0(d.t.s.)  | Young Boys      |
| 16 ottobre 1974              |                |                 |
| Étoile Carouge               | 2 - 1          | Bellinzona      |
| Kriens                       | 1 - 2 (d.t.s.) | Winterthur      |
| San Gallo                    | 0 - 1          | Losanna         |
| Sion                         | 1 - 2          | Grenchen        |
| Zurigo                       | 1 - 3          | Basilea         |
| 23 ottobre 1974              |                |                 |
| Neuchâtel Xamax              | 0 - 0(d.t.s.)  | Servette        |
| 27 ottobre 1974(Ripetizione) |                |                 |
| Young Boys                   | 2 - 1          | Grasshoppers    |
| 31 ottobre 1974(Ripetizione) |                |                 |
| Servette                     | 3 - 1          | Neuchâtel Xamax |

### Quarti di Finale
| Squadra 1      | Totale | Squadra 2  | Andata        | Ritorno        |
| -------------- | ------ | ---------- | ------------- | -------------- |
|                |        |            | 30 ottobre 74 | 3 novembre 74  |
| Étoile Carouge | 2 - 4  | Basilea    | 1 - 2         | 1 - 2          |
| Grenchen       | 2 - 2  | Winterthur | 2 - 0         | 0 - 2(2-3 dcr) |
| Losanna        | 3 - 6  | Young Boys | 1 - 2         | 2 - 4          |
|                |        |            | 3 novembre 74 | 6 novembre 74  |
| Chênois        | 2 - 2  | Servette   | 1 - 0         | 1 - 2          |

### Semifinali
| Squadra 1  | Totale | Squadra 2  | Andata     | Ritorno     |
| ---------- | ------ | ---------- | ---------- | ----------- |
|            |        |            | 9 marzo 75 | 11 marzo 75 |
| Chênois    | 2 - 6  | Basilea    | 1 - 4      | 1 - 2       |
| Winterthur | 2 - 1  | Young Boys | 2 - 1      | 0 - 0       |

### Finale
| Arbitro: | Roland Racine (Prilly) |

| |            |                                                                                     |
| Demarmels 48’ Balmer 115’                                                                               | Marcatori  | 66’ Meyer                                                                           |
| Kunz Mundschin Fischli Ramseier Stohler Odermatt Hasler Demarmels Balmer Hitzfeld Nielsen (101' Tanner) | Formazioni | Küng Rügg Münch Bolmann Fischbach Wanner Meili (73' Meier) Grünig Meyer Künzli Risi |
| Benthaus                                                                                                | Allenatori | Sommer                                                                              |